# António do Couto de Castelo Branco
António do Couto de Castelo Branco (Lisboa, 8 de outubro de 1669 - Elvas, 30 de abril de 1742) foi um nobre e militar português. 

## Biografia
Era filho do guarda-mor da Torre do Tombo Luís do Couto Félix.
Serviu na Marinha Portuguesa, onde alcançou o posto de capitão de mar e guerra, e no Exército Português, onde alcançou o posto de sargento-mor de batalha (equivalente hoje ao de major-general).
Foi fidalgo da Casa Real, comendador da Ordem de Santiago, cavaleiro da Ordem de Cristo, alcaide-mor da vila de Santiago do Cacém e, como seu pai, guarda-mor da Torre do Tombo. Faleceu no cargo de governador da Praça-forte de Elvas.
No contexto da Guerra da Sucessão Espanhola (1702-1714), na sequência do ataque de corsários franceses sob o comando de René Duguay-Trouin à ilha de São Jorge nos Açores, e saque das vilas de Velas e da Calheta (1708), provocando grande apreensão nas ilhas, sobretudo na Terceira, a Coroa portuguesa enviou António do Couto de Castelo Branco ao arquipélago no ano seguinte (1709), com a missão de inspecionar o estado das fortificações e das guarnições pagas, bem como das milícias, nas ilhas dos grupos central e ocidental.

## Obra
- Memorias militares, pertencentes ao serviço da guerra assim terrestre como maritima, em que se contém as obrigações dos officiaes de infantaria, cavallaria, artilharia e engenheiros; insignias que lhe tocam trazer; a fórma de compôr e conservar o campo; o modo de expugnar e defender as praças, etc. Amesterdão, Miguel Dias, 1719. Com uma árvore genealógica e duas estampas.
- Suplemento às Memórias militares. Apontamentos das obrigações e practicas da guerra. Lisboa, Oficina da Musica, 1731.
- Memórias e observações militares e políticas. Referem-se todas as operações militares e políticas de Portugal, que moveram a concluir uma liga com as coroas de Franca e Castella. Successos da guerra em que entrou com seus alliados ele etc. Lisboa, Oficina da Música, 1740. Com um mapa.